# كعوب
الكُعُوب أو الكوزنية (باللاتينية: Cousinia) جنس نباتي يتبع الفصيلة النجمية أو المركبة (باللاتينية: Asteraceae) ويضم 687 نوعًا مقبولًا و68 نوعا لم يحسم أمرها بعد.

## من أنواعهاالواطنةفيالوطن العربي
1. كعوب بستالوزا (باللاتينية: Cousinia pestalozzae) في بلاد الشام
2. كعوب بوستي (باللاتينية: Cousinia postiana) تكريما لجورج بوست: في بلاد الشام
3. كعوب جنوب الأردن (باللاتينية: Cousinia austrojordanica) في بلاد الشام
4. كعوب حلبي (باللاتينية: Cousinia aleppica) في بلاد الشام
5. كعوب ضيق الرؤوس (باللاتينية: Cousinia) Cousinia stenocephala في بلاد الشام
6. كعوب عنتابي (باللاتينية: Cousinia aintabensis) في بلاد الشام
7. كعوب لبناني (باللاتينية: Cousinia libanotica) في بلاد الشام
8. كعوب متفرع (باللاتينية: Cousinia ramosissima) في بلاد الشام
9. كعوب مؤابي (باللاتينية: Cousinia moabitica) في بلاد الشام
10. كعوب وشني (باللاتينية: Cousinia wesheni) في بلاد الشام